# Ferreiros (Sarria)
Ferreiros (llamada oficialmente San Sadurniño de Ferreiros) es una parroquia y una aldea española del municipio de Sarria, en la provincia de Lugo, Galicia.

## Otras denominaciones
La parroquia también es conocida por el nombre de San Saturnino de Ferreiros.

## Organización territorial
La parroquia está formada por nueve entidades de población, constando cuatro de ellas en el nomenclátor del Instituto Nacional de Estadística español:
- Airexa (Airexe)
- Aldea de Abaixo
- Axeito (O Axeito)
- Barrio (O Barrio)
- Brea (A Brea)
- Ferreiros
- Outeiro
- Pedreiras (As Pedreiras)
- Pereiro (O Pereiro)

## Demografía

### Parroquia
| Gráfica de evolución demográfica de Ferreiros (parroquia) entre 2000 y 2021 |
|                                                                             |
| Datos según el nomenclátor publicado por el INE.                            |

### Aldea
| Gráfica de evolución demográfica de Ferreiros (aldea) entre 2000 y 2021 |
|                                                                         |
| Datos según el nomenclátor publicado por el INE.                        |